# Saison 5 de Rick et Morty
Chronologie
Saison 4 Saison 6
La cinquième saison de Rick et Morty est diffusée pour la première fois aux États-Unis sur Adult Swim depuis le 20 juin 2021. Elle est constituée de 10 épisodes, 50 épisodes supplémentaires ont été confirmés par Adult Swim qui a renouvelé la série pour 70 épisodes supplémentaires en mai 2018. La saison 5 est une exclusivité Adult Swim et est donc la première qui ne sort pas sur Netflix,.
En France, elle est mise en ligne dès le 21 juin 2021 en version originale sous-titrée français sur [Adult Swim] via la plate-forme de streaming Molotov TV, à raison d'un épisode par semaine (soit quelques heures après sa diffusion aux États-Unis).

## Épisodes
| No. | #  | Titre                                                                                  | Réalisation    | Scénario                     | Date de diffusion | Date de diffusion (VOD)                        | Audience |
| --- | -- | -------------------------------------------------------------------------------------- | -------------- | ---------------------------- | ----------------- | ---------------------------------------------- | -------- |
| 42 | 1  | Les Ricksins de la colère Mort Dinner Rick Andre                                       | Jacob Hair     | Jeff Loveness                | 20 juin 2021      | 21 juin 2021 (VOSTFr) 22 octobre 2021 (VF)     | 1,30     |
| Alors que le vaisseau de Rick s'écrase dans l'océan, Morty convainc Jessica de sortir avec lui. Malheureusement, l'atterrissage dans l'océan provoque l'ennemi juré de Rick, M. Nimbus, maître des mers et contrôleur de la police. Morty tente d'avoir un rendez-vous normal chez lui avec Jessica tout en aidant Rick à organiser un dîner pour apaiser M. Nimbus. Au cours de ce processus, il se mêle accidentellement des affaires d'une dimension alternative où le temps passe différemment, devenant ainsi une figure légendaire de malheur et compliquant davantage son rendez-vous. Pendant ce temps, Beth et Jerry se vantent de manière peu convaincante que leur relation est devenue plus positive sur le plan sexuel. Scène post-crédits: Beth et Jerry débattent pour savoir s'ils doivent accepter l'offre de Nimbus de faire une partie à trois, avant de le faire quand même. |    |                                                                                        |                |                              |                   |                                                |          |
| 43 | 2  | Mes doubles, mon Morty et moi Mortyplicity                                             | Lucas Gray     | Albro Lundy                  | 27 juin 2021      | 28 juin 2021 (VOSTFr) 22 octobre 2021 (VF)     |          |
| Rick, Morty, Summer, Beth et Jerry sont en train de dîner lorsque des calamars aliens les tuent. Ils se révèlent être des leurres, et le vrai Rick est alerté de leur mort. Toutefois, il s'avère que la vraie famille Smith était aussi des leurres, et une série d'événements chaotiques se produit lorsque les leurres sont alertés de la mort d'autres leurres et luttent pour déterminer quelle famille est l'originale, car le Rick original n'a pas réalisé que les leurres auraient recours à la fabrication d'autres leurres. Après qu'une famille de leurres s'affronte et en tue une autre, ils comprennent que les calmars sont en fait d'autres leurres qui essaient de tuer toutes les autres versions d'eux-mêmes. Une autre famille, qui pense toujours qu'elle est réelle, est kidnappée par des leurres mutilés qui tentent de prélever leur peau, mais elle est sauvée par des leurres ressemblant à Pinocchio qui tentent de rallier un groupe de leurres mais sont écrasés à mort par les leurres-pieuvres qui les tuent. Une famille alerte tous les leurres de leur emplacement et presque tous les leurres sont tués dans le chaos qui s'ensuit, bien que plusieurs ignorent la balise et s'en sortent indemnes. Pendant ce temps, la vraie famille Smith, partie à l'aventure avec Space Beth, est alertée de la mort des leurres. Scène post-crédits: Pinocchio-Jerry, qui avait auparavant échappé aux leurres de calamars en abandonnant les autres leurres à la mort, est découpé en morceaux par plusieurs castors, puis enlevé par des extraterrestres, utilisé comme porte-miroir dans un saloon de cow-boys, et utilisé comme crucifix, se lamentant sur son incapacité à mourir. |    |                                                                                        |                |                              |                   |                                                |          |
| 44 | 3  | Une Vérickté qui dérange A Rickconvenient Mort                                         | Juan Meza-Léon | Rob Schrab                   | 4 juillet 2021    | 5 juillet 2021 (VOSTFr) 22 octobre 2021 (VF)   |          |
| Alors qu'ils achetaient des t-shirts personnalisés, Rick et Morty sont agressés par des pluies acides causées par un méchant caricatural nommé Diesel Weasel. Il est attaqué par un super-héros Captain Planet-esque nommé Planetina, qui le bat avec ses pouvoirs élémentaires, impressionnant Morty. Lorsque Rick jette une canette en aluminium sur le sol, Morty la recycle, attirant son attention. Il l'invite maladroitement à un rendez-vous, auquel elle accepte, s'envolant avec lui et choquant Rick. Au petit-déjeuner quelque temps plus tard, Beth exprime son inquiétude à l'idée que Morty sorte avec une femme qui semble beaucoup plus âgée que lui, ce qu'il ignore. Summer déplore le succès de Morty avec les femmes alors qu'elle a récemment rompu, et Rick l'invite à un bar crawl sur trois planètes qui sont sur le point de se terminer par une catastrophe naturelle, ce à quoi elle accepte, malgré les objections de Jerry. Morty reçoit la nouvelle d'un incendie de forêt et ignore la protestation de Beth, s'y rendant dans l'espoir de voir Planetina. Il arrive juste au moment où elle arrête le feu et les deux expriment leur attirance mutuelle. Elle mentionne avoir des "enfants", mais fait en réalité référence aux Tina-teers, quatre personnes qui portent des anneaux élémentaires et l'invoquent en les utilisant. Les Tina-teers arrivent sur les lieux et Morty se rendent compte qu'ils contrôlent, exploitent et profitent de Planetina. Alors que Planetina est interviewée par une équipe de presse, l'intervieweur remarque Morty et lui demande s'ils sortent ensemble. Planetina hésite, mais Morty prétend qu'ils le sont, pour son plus grand plaisir. Alors qu'ils volent vers la première planète, Rick et Summer concluent un accord "sans attachement" en ce qui concerne les relations sexuelles qu'ils pourraient avoir. Ils arrivent sur la première planète, Morglutz. Là-bas, Rick se retrouve par une extraterrestre nommée Daphne et part coucher avec elle. Summer lui crie de s'amuser et lui rappelle de ne pas s'attacher. La nuit, Morty reste éveillé à flirter avec Planetina par SMS. Il la pour les fleurs qu'elle lui a demandé, qui sont massivement cultivées pour ressembler à son visage. Elle apparaît devant sa fenêtre et les deux ont des relations sexuelles. Alors que Summer et Rick quittent Morglutz et que la planète est détruite, elle entend un bruit provenant du coffre, que Rick repousse. Lors d'une convention appelée Eco-Con, les Tina-teers convoquent Planetina pour animer un panel, mais Morty est emmené avec elle pendant la convocation, les deux dormant toujours ensemble. Les Tina-teers la dissipent et la sécurité entraîne Morty. L'élémentaire de feu, Eddie, assure à l'élémentaire de saleté qu'il s'occupera de Morty. Sur la deuxième planète, Slartivart, Summer s'est rendu compte que Rick avait emmené Daphne avec lui, la laissant furieuse de la violation des règles.Sur la dernière planète, Ferkus 9, les citoyens ont une orgie planétaire pendant que Rick et Daphne dansent ensemble. Summer essaie de l'en dissuader, lui disant que Daphné ne fait que l'utiliser, ce qu'il nie. Elle prend le vaisseau et vole vers l'astéroïde sur le point de s'écraser sur la planète, le détruit et redescend, demandant à Daphne si elle continuera à rester avec Rick maintenant qu'ils ne sont plus en danger. Elle part avec désinvolture, choquant Rick. Alors qu'ils rentrent chez eux, Summer s'excuse et Rick lui dit que même s'il est en colère contre elle, il lui ressemblait beaucoup d'arrêter une apocalypse juste pour démontrer un argument. Quand elle s'excuse à nouveau, il l'efface et lui dit qu'il ferait de même si elle en avait besoin. Morty, seul dans sa chambre, reçoit la visite de Planetina. Elle le supplie d'essayer de faire fonctionner leur relation, mais il refuse, trop dégoûté par ses actions à la mine. Elle insiste sur le fait que la violence est le seul moyen de sauver la Terre avant d'évoquer comment il a tué ses "enfants". Planetina avoue alors son amour pour lui mais il rejette tristement sa déclaration. Quand il lui demande d'essayer de comprendre, elle le maudit en larmes et s'envole. Beth, entendant la dispute, réconforte Morty en pleurs alors que l'arrangement de fleurs que Planetina a fait de son visage montre des signes de décomposition. Scène post-crédits: Un extraterrestre de Ferkus 9 qui a couché avec son père, croyant que le monde allait finir, arrive au travail le lendemain. Les deux conversent maladroitement avant que le fils ne lui souhaite un joyeux anniversaire. |    |                                                                                        |                |                              |                   |                                                |          |
| 45 | 4  | Rickdependence jet Rickdependence Spray                                                | Erica Hayes    | Nick Rutherford              | 11 juillet 2021   | 12 juillet 2021 (VOSTFr) 22 octobre 2021 (VF)  |          |
| À la clinique vétérinaire de Beth, Morty découvre un appareil dédié à recueillir la semence d'étalons. Fasciné par la machine, il décide d'en faire un usage très personnel. Une semaine plus tard, Rick ramène au garage un baril qu'il croit rempli de sperme de cheval et explique à Morty qu'il compte l'utiliser pour fabriquer une arme contre les Chuds, une race de chevaux hostile vivant sous terre mais qu'il a besoin pour ça d'une semence sans impureté et qu'il doit donc tester le contenu du baril. Morty tente de se couvrir en convaincant Rick de ne pas procéder au test, ce dernier s'exécute et lance donc son expérience, qui tourne mal, et le monde se retrouve envahi de créatures volantes carnivores en forme de spermatozoïdes géants. Tandis que la famille tente de s'enfuir en voiture, ils sont secourus par l'armée et emmenés de force devant le président des États-Unis qui exige à Rick de fournir des explications. Rick invente un mensonge pour se dédouaner, prétendant qu'il s'agit de spermatozoïdes de l'espace venus conquérir la Terre. Morty, trop heureux de pouvoir couvrir son mensonge grâce à celui de Rick, l'aide à convaincre le président. Celui-ci leur fournit des armes et un commando pour tenter de résoudre la crise tandis que le reste de la famille reste dans le QG du président pour tenter de trouver un plan. Le commando lance l'assaut sur la base des spermatozoïdes géants, dans le Grand Canyon. Le commando est rapidement détruit et Rick et Morty capturés. Morty est utilisé pour produire une nouvelle armée de spermatozoïdes à l'aide de la machine de saillie. Dans le même temps, Summer suggère un plan pour se débarrasser des spermatozoïdes de l'espace : elle fournit un ovule, agrandi pour attirer irrésistiblement les spermatozoïdes et permettre à l'armée de les prendre au piège pour mieux les détruire. L'ovule géant est fixé au sommet du Luxor Las Vegas et l'armée se déploie autour. Avec l'aide d'un des spermatozoïdes géants qui a reconnu Morty comme son père, Sticky, Rick et Morty sont libérés et reprennent contact avec le président qui les informe de leur plan. Morty est obligé d'avouer que les spermatozoïdes proviennent de lui et, pour éviter de créer un bébé géant incestueux, le président décide de lancer l'ovule dans l'espace mais la phase de lancement dure trente minutes durant laquelle il faut repousser les assauts des spermatozoïdes. Rick et Morty sont à nouveau faits prisonniers, cette fois par les Chuds et emmenés de force dans leur royaume souterrain. Condamnés à mort, ils sont sauvés par la princesse Poñeta, fille du roi Chud, car elle est enceinte de Rick. Tous les protagonistes se retrouvent à Las Vegas, où une bataille générale fait rage entre les spermatozoïdes d'un côté et l'armée, les Chuds et certains artistes du Cirque du Soleil de l'autre. Tous les spermatozoïdes sont éradiqués sauf Sticky, le compagnon de Morty, qui féconde l'ovule quelques secondes avant que ce dernier ne soit propulsé dans l'espace. Le président des États-Unis décide de ne rien faire, déclarant que « C'est le problème de l'espace maintenant ». Scène post-crédits: Un astronaute américain en pleine sortie extravéhiculaire en orbite autour de la terre, voit s'approcher un bébé géant qui se saisit de lui et le secoue comme un hochet, sous les commentaires ironiques et détachés des agents du centre de contrôle de Houston. |    |                                                                                        |                |                              |                   |                                                |          |
| 46 | 5  | Amortycan Grafrickty Amortycan Grickfitti                                              | Kyounghee Lim  | Anne Lane                    | 18 juillet 2021   | 19 juillet 2021 (VOSTFr) 22 octobre 2021 (VF)  |          |
| Beth est convoquée d'urgence à la clinique pour superviser l'accouchement de nombreux poulains. Elle va demander à Rick et Jerry de surveiller ses enfants, mais Rick lui annonce qu'ils partent en virée entre hommes. Beth est surprise mais pressée par le temps, elle charge donc Summer de veiller sur Morty et leur interdit de faire la fête en son absence. Rick et Jerry partent aussitôt, avertissant les enfants de ne surtout pas toucher aux affaires de Rick. Or Morty a invité Bruce Chutback, le nouveau « cool » du lycée à la maison le soir même. Summer y voit l'occasion de se rapprocher des autres élèves cool. Pour tenter de l'impressionner, elle tente de mettre la main sur les affaires de Rick. Bruce Chutback a remarqué le vaisseau spatial de Rick devant le garage et Morty et Summer, qui en ont les clefs, lui proposent d'aller faire une virée dans l'espace. Le système de sécurité refuse d'abord de les laisser prendre le contrôle car elle n'obéit qu'à Rick. Cependant, elle semble accepter de se désactiver lorsque Morty la convainc que Rick est en danger et qu'ils ont besoin de piloter le vaisseau pour aller le secourir. Ils partent explorer l'espace. La virée de Morty, Summer et Bruce Chutback tourne mal lorsque le système de sécurité du vaisseau, qui a fait semblant de se désactiver, reprend le contrôle avec la ferme intention de s'amuser à son tour. Pendant ce temps, Jerry et Rick ont retrouvé des connaissances de Rick - en fait, des démons de l'enfer invoqués à l'aide d'un cube démoniaque - et passent une soirée au karaoké. Rick a une dette envers ces démons, qu'il rembourse en leur permettant de sortir avec Jerry. Ces démons ont pour principe que la douleur est un plaisir : passer une soirée nulle avec Jerry leur procure un plaisir immense. Beth, qui a fini de travailler et sent que la virée entre hommes de Rick et Jerry cache quelque chose, les rejoint au karaoké où Jerry est en train de massacrer la chanson Oh Yeah du groupe Yello. Elle comprend que les virées entre hommes de Rick et Jerry sont une façon de se moquer de Jerry à ses dépens et commence par prendre sa défense. Mais, petit à petit, elle se prend au jeu. Au cours de la soirée, Jerry surprend dans les toilettes des démons qui se moquent de lui et comprend le but de la soirée. Vexé, il finit par insulter l'un d'entre eux. Les démons l'enlèvent alors et repartent en enfer avec lui, forçant Beth et Rick à les suivre pour une mission de sauvetage. Morty, Summer et Bruce Chutback rentrent de justesse à la maison peu avant Rick, Beth et Jerry et font comme s'ils avaient passé une soirée canapé tranquille. Bruce Chutback repart chez lui en disant à Morty et Summer qu'ils se reverront au lycée, mais seulement s'ils font partie des élèves cool. Scène post-crédits: Bruce Chutback traîne au lycée avec les sportifs et les jolies filles, lorsque l'une d'elles remarque qu'il porte le même pantalon que la veille. Il devient la risée de tout le lycée, y compris Morty et Summer. En rentrant chez lui, il se fait tabasser par des boîtes aux lettres spatiales venues se venger de la soirée avec Morty et Summer. |    |                                                                                        |                |                              |                   |                                                |          |
| 47 | 6  | Rick et Morty : Spécial d'action de grâce Rick & Morty's Thanksploitation Spectacular  | Douglas Olsen  | James Siciliano              | 25 juillet 2021   | 26 juillet 2021 (VOSTFr) 22 octobre 2021 (VF)  |          |
| 48 | 7  | GoTron JerrySis Rickvangelion                                                          | Jacob Hair     | John Harris                  | 1er août 2021     | 2 août 2021 (VOSTFr) 22 octobre 2021 (VF)      |          |
| Rick, Morty et Summer font route vers Boob World dans l'espace quand Rick aperçoit, sur une petite lune, un point brillant et se déroute pour l'examiner. Il découvre le Furet GoTron bleu, un mecha en forme de furet géant. Il existe cinq Furets GoTron de couleurs différentes dans tout l'univers, et Rick possède déjà les quatre autres. Lorsqu'ils s'assemblent, les cinq Furets créent le GoTron, un mecha encore plus grand et puissant. Surexcité, Rick annonce à Morty et Summer que l'excursion à Boob World est annulée. Morty proteste mais Summer profite de l'occasion pour soutenir Rick, espérant prendre la place de Morty comme compagnon d'aventures de Rick. Les cinq membres de la famille, pilotant chacun un mecha, partent combattre un insecte géant sur une autre planète. À leur retour, Rick est obsédé par l'idée de former un mecha encore plus grand. Pressentant que Rick ne saura pas s'arrêter dans sa folie des grandeurs, Morty tente de convaincre Rick de se contenter de ce qu'il a. Mais Summer enfonce le clou et encourage Rick à s'enfoncer dans son obsession, ce qui lui permet de complètement prendre la place de Morty aux côtés de Rick. Rick et Summer invitent quatre versions de Rick qui possèdent chacun quatre Furets GoTron et leur proposent de les aider à trouver chacun le Furet qui leur manque, à condition que Rick puisse les modifier pour qu'ils puissent s'assembler et former un mecha GoGoTron afin d'aller tuer des insectes spatiaux encore plus grands. Le plan fonctionne, mais l'obsession de Rick pour les mechas géants empire à mesure que Morty dégringole dans la hiérarchie familiale. Rick boit de plus en plus et finit par renvoyer un par un les membres de sa famille, y compris Summer, pour les remplacer par des équipiers plus compétents : des personnages dessinés dans le style des anime japonais. Alors qu'ils partent ensemble en mission ensemble dans le nouveau GoGoGoTron (Ou G3) pour abattre un monstre géant, ces personnages accusent Rick d'appropriation culturelle et se mutinent. Dans une parodie de la scène finale de Scarface, Rick, complètement fou et seul contre tous, s'apprête à recevoir ceux qui l'ont trahi avec l'envie d'en découdre. Rick est battu mais sa famille, avec le bébé incestueux géant de l'épisode 4, lui sauvent la mise. Le G3 est détruit et la famille retourne sur Terre. Rick, par dépit, décrète que les GoTron ne valent rien. La famille reprend ses habitudes tandis que ponctuellement des insectes géants sèment le chaos sur Terre sans GoTron pour les anéantir. Scène post-crédits: Dans une salle de classe, plusieurs insectes géants en uniforme reçoivent un briefing de mission : effectuer un voyage interdimensionnel vers la Terre pour dévoiler aux humains le remède contre le SIDA. Lorsque l'un d'entre eux apparaît sur Terre, il est immédiatement pris pour cible et abattu par l'armée... |    |                                                                                        |                |                              |                   |                                                |          |
| 49 | 8  | Rick, un ami qui vous veut pas que du bien Rickternal Friendshine of the Spotless Mort | Erica Hayes    | Albro Lundy                  | 8 août 2021       | 9 août 2021 (VOSTFr) 22 octobre 2021 (VF)      |          |
| Rick profite de l'absence de sa famille, partie en croisière, pour tenter de ramener Condorman dans un état normal. Avec l'aide de l'intelligence artificielle du garage, qui lui indique que la conscience de Condorman est enfouie dans son subconscient où il revit ses souvenirs. Il entame un voyage dans l'esprit troublé et les souvenirs de son meilleur ami. A l'intérieur du subconscient, Rick commence par s'immiscer dans le premier souvenir commun de Condorman et Rick : celui de leur rencontre dans un festival de musique. Rick et le «Rick du souvenir» commencent à faire équipe pour essayer de convaincre Condorman de les suivre. L'enjeu est élevé car, si Condorman ou Rick meurent dans le souvenir, ils ne pourront plus être ramenés à la vie. Dans le monde réel, l'intelligence artificielle est terrifiée car sa survie dépend du retour de Rick et elle ignore la durée de vie de ses batteries. Constatant que Rick et Condorman sont dans un état instable, elle envisage la mort de ces derniers et décide d'interpeller un passant en allant jusqu'à offrir de se prostituer pour lui en échange de batteries, de panneaux solaires ou tout autre moyen de préserver son existence. Rick et le Rick du souvenir continuent de parcourir certains des souvenirs de Condorman, certains avec Tammy, et d'autres avec une autre version de Rick. Dans leur course, ils découvrent un bébé avec des ailes qu'ils réalisent être l'enfant de Condorman. Ils suivent Condorman dans une bataille épique contre la Fédération Galactique où Rick et lui combattent côte à côte. Au terme de la bataille, la version de Rick liée à ce souvenir expose à son ami sa philosophie nihiliste consistant à explorer les tous les univers possibles sans craindre les conséquences, ce que le Rick du premier souvenir semble percevoir comme une ébauche de déclaration d'amour. Condorman rejette la proposition car sa philosophie à lui est à l'exact opposé de celle de Rick : il est absolument convaincu que sa réalité a un sens et qu'il faut se battre pour elle. Jusque là inséparables, les deux amis se brouillent et se quittent. Ce passage explique pourquoi Rick s'acharne à conserver le corps de Condorman dans son garage pour le faire revenir alors qu'il pourrait facilement, comme son IA le lui suggère en début d'épisode, en trouver une autre parmi l'infinité de versions de Condorman des différents univers parallèles. Finalement Rick retrouve Condorman dans un souvenir partagé avec Tammy où, pour le convaincre de revenir au monde réel, il lui apprend l'existence de l'enfant caché de Condorman et Tammy. Pour ressortir du monde du souvenir, ils remontent plusieurs de leurs souvenirs communs jusqu'au moment de leur première rencontre et parviennent à s'échapper. De retour dans le garage, Condorman commence à soupçonner Rick de lui avoir caché l'existence de l'enfant depuis longtemps de peur que ses obligations parentales ne les séparent, puis comprend que Rick n'en a eu connaissance qu'au cours de l'aventure qu'il vient de vivre. Cependant, Rick n'a utilisé l'enfant que comme ultime argument pour faire revenir Condorman au monde réel, et a donc bien cherché à lui cacher son existence le plus longtemps possible, ce que Rick est bien forcé d'admettre. Condorman s'envole en laissant Rick seul. Le passant que l'IA a interpellé plus tôt dans l'épisode se présente devant le garage avec une brouette chargée de batteries et de panneaux solaires. L'IA est forcée d'admettre sa duplicité en ayant essayé de favoriser sa propre survie à celle de Rick. Celui-ci retourne retrouver le Rick du souvenir dans sons propre subconscient pour aller boire un verre. Scène post-crédits: Dans la cantine d'une prison de la Fédération, l'enfant de Condorman se bagarre avec un autre détenu. Des gardes se font la réflexion que mettre les détenus les plus violents ensemble n'était peut-être pas la meilleure idée qui soit. |    |                                                                                        |                |                              |                   |                                                |          |
| 50 | 9  | Sans SaRick rien ne va Forgetting Sarick Mortshall                                     | Kyounghee Lim  | Siobhan Thompson             | 5 septembre 2021  | 6 septembre 2021 (VOSTFr) 29 octobre 2021 (VF) |          |
| En utilisant le pistolet à portail à l'insu de Rick, Morty parcourt différentes dimensions pour réparer les dégâts causés par les virées alcoolisées de son grand-père. En revenant au garage, il se rend compte que Rick a laissé une marque sur la fiole de fluide. Le niveau de fluide ayant baissé à cause de ses voyages, Morty décide de mélanger le fluide restant avec du soda pour remplir de nouveau le chargeur. Mais il renverse un peu du mélange et se retrouve avec un portail permanent sur sa main droite. De l'autre côté se trouve un autre homme qui possède un portail semblable sur la cuisse. Rick fait irruption dans le garage et se rend immédiatement compte que le fluide a été mélangé. S'ensuit une dispute où, dans l'emportement, Morty met au défi son grand-père de trouver quelqu'un pour le remplacer. Rick fait alors apparaître une sorte de roue de la fortune préparée de longue date avec sur plusieurs quartiers une liste improbable d'acolytes pour remplacer Morty. Rick la fait tourner et le résultat tombe : Morty sera remplacé par deux corbeaux. Tandis que Rick s'affaire à apprivoiser ses nouveaux partenaires d'aventure, Morty dialogue avec l'homme à l'autre bout du portail. Comme lui aussi connaît Rick, Morty insiste pour le rencontrer. Il le retrouve grâce aux gadgets de Rick mais réalise que l'homme n'est pas « libre » comme il l'a prétendu mais enfermé dans un hôpital psychiatrique. Morty, qui s'imagine que l'homme n'est qu'une victime de plus de Rick, l'aide à s'évader. Ils retournent ensemble au garage où Nick convainc Morty de tout démolir pour se venger. Pendant ce temps, Rick part à l'aventure avec les deux corbeaux. Mais il est déçu par leur désobéissance au moment d'abandonner à la mort d'innocents bébés animaux et finit par les abandonner sur une planète peuplée d'oiseaux. Au moment de repartir, son vaisseau est attiré vers la planète par un rayon tracteur si puissant que même la technologie de Rick ne peut y résister. Un être intelligent d'une race de corvidés évolués le reçoit et lui démontre toute la compétence des corbeaux. Séduit, Rick les laisse le reconduire sur terre à bord d'un de leurs vaisseaux spatiaux. En pénétrant dans le garage, Rick et les corvidés découvrent le garage saccagé avec la roue de la fortune utilisée par Rick pour remplacer Morty et comprennent immédiatement de quoi il s'agit. Vexés, ils repartent dans l'espace en emportant les deux corbeaux. Mais Rick ne l'entend pas de cette oreille et les prend en chasse pour récupérer ses nouveaux acolytes. De son côté, Morty se rend compte que Nick n'est pas celui qu'il croit. Il se montre de plus en plus déséquilibré, manipulateur et violent. Il pense pouvoir se servir de Morty pour vivre la vie extraordinaire à laquelle il aspire, comme il l'a fait avec Rick mais sans succès. Devant la résistance de Morty, Nick décide de le tuer mais Mort s'en sort en tranchant la main au portail et en la jetant dans le portail sur la cuisse de Nick. Celui-ci est alors aspiré dans le portail et disparaît. En rentrant chez lui, Morty tombe sur Rick, qui a récupéré ses deux corbeaux. Rick soigne la main de Morty, qui prend ce geste pour une réconciliation. Mais Rick a décidé de prendre une autre direction avec ses compagnons à plume. Il cède à Morty son pistolet à portail et, après avoir vidé son garage, disparaît dans l'espace à bord d'une navette volée aux corvidés. Scène post-crédits: Garbage Goober (Gobe-Ordures), le monstre chargé de nettoyer les ordures dans la maison, passe une soirée dans son salon avec sa femme. Il est appelé par Summer pour venir dévorer quelques déchets. Sa femme tente de la retenir, lui rappelle qu'il est médecin (au mur, on peut voir un diplôme de la Harvard Medical School) et qu'il doit se ressaisir. Mais il ne peut résister à l'appel de déchets frais. |    |                                                                                        |                |                              |                   |                                                |          |
| 51 | 10 | SamouRick Jack Rickmurai Jack                                                          | Jacob Hair     | Jeff Loveness & Scott Marder | 5 septembre 2021  | 6 septembre 2021 (VOSTFr) 29 octobre 2021 (VF) |          |
| Rick poursuit ses aventures avec ses deux corbeaux, tandis que Morty tente de le récupérer. Il va jusqu'à se faire vieillir artificiellement pour faire du chantage affectif à Rick, mais sans effet. Mais les deux corbeaux finissent par tromper Rick en rejoignant son nouvel ennemi juré (qui était aussi leur ancien acolyte) et qui était seulement motivé par l'idée de récupérer les deux corbeaux. De nouveau seul, Rick rentre à la maison, sur Terre. Pour sauver les apparences, il fait comme s'il avait lui-même décidé de laisser sa phase "corbeau" derrière lui. Pour redonner son apparence de garçon de 14 ans à Morty, ils se rendent ensemble à la Citadelle des Rick, maintenant présidée par le Morty maléfique. Ce dernier les convoque pour un déjeuner. Rick préfère esquiver l'invitation mais Morty insiste et ils finissent par s'y rendre. Pendant ce déjeuner, le Morty maléfique se montre d'abord charmant, mais au cours du déjeuner il révèle son intention : faire avouer à Rick comment briser la « Courbe finie centrale ». Rick comprend immédiatement le but du Morty maléfique et tente de partir, mais celui-ci les maintient de force à table. Morty, lui, exige des explications de la part de Rick. En guise d'explication, le Morty maléfique lui injecte quelques morceaux choisis des souvenirs de Rick à l'aide d'un appareil utilisé pour scanner sa mémoire (saison 1, épisode 9). Ces souvenirs montrent les machinations de Rick pour altérer les univers parallèles, pour forcer la rencontre entre Jerry et Beth et ainsi produire une grande quantité de Morty. Tandis que les souvenirs défilent, le Morty maléfique explique que les Rick rebelles et les Rick de la Citadelle font usage de Morty comme de marchandises, et que seul l'attachement et la tendance à pardonner Rick de Morty justifie leur existence. Pour le Morty maléfique, il n'existe pas une infinité de Rick mais un seul et même vieillard égocentrique et manipulateur. Ces visions conduisent Morty à se rapprocher du point de vue du Morty maléfique sur son grand-père. Étrangement, le Morty maléfique finit par relâcher ses prisonniers. Rick ouvre un portail mais comprend, en voyant l'air narquois du Morty maléfique, qu'il y a anguille sous roche. Le Morty maléfique a effectivement trafiqué le fluide à portail, fabriqué dans la citadelle, pour que chaque portail conduise dans une dimension hostile où tout voyageur est instantanément massacré. Avec leur pistolet à portail hors-service, Rick et Morty sont donc coincés dans la Citadelle mais parviennent à s'enfuir du bâtiment présidentiel et à récupérer l'appareil contenant la mémoire de Rick. Dans la Citadelle, un message d'urgence avertissant les résidents de ne surtout pas partir provoque immédiatement tous les Rick de la Citadelle à adopter l'attitude exactement inverse, ce qui provoque le chaos. En quête de fluide pour pouvoir s'enfuir, Rick et Morty empruntent les souterrains de la Citadelle, la face sombre de la Citadelle, où des Morty difformes sont exploités comme esclaves pour des tâches manuelles épuisantes. Morty est de plus en plus écœuré par l'attitude de Rick envers ses semblables. En réponse, Rick lui injecte d'autres souvenirs de son passé : la perte de sa famille, sa quête pour retrouver et éliminer le Rick ayant détruit sa vie, et finalement des souvenirs où Rick semble reprendre goût à la vie auprès de Beth et Morty. Alors que Morty reprend connaissance, Rick et Morty aboutissent dans une grande salle où les attend le Morty maléfique. Ce dernier ironise sur la tentative de Rick d'apitoyer Morty avec ses souvenirs, une tactique dont il abuse pour le manipuler. Il finit par expliquer à Morty ce qu'est la « Courbe finie centrale » : une frontière séparant l'ensemble d'univers infinis dans lesquels Rick est l'homme le plus intelligent de l'univers et l'ensemble d'univers infinis où il ne l'est pas. La philosophie du Morty maléfique devient limpide : il considère que tous les Rick sont les mêmes à cause de cette frontière qui assure leur domination et sa volonté de détruire la Courbe correspond simplement à sa volonté de s'émanciper de la tutelle de Rick. Le Morty maléfique actionne un canon qui crée une brèche dans la courbe. Peu avant d'embarquer dans le vaisseau qui lui permettra de franchir la Courbe, il propose à Morty de partir avec lui. Morty vacille mais choisit de rester avec Rick. Tandis que tous deux remontent à la surface de la Citadelle tombant en ruines et parviennent à détacher une partie de la ville pour s'échapper, le Morty maléfique embarque dans son vaisseau et s'engouffre dans la brèche créée dans la Courbe. Arrivé de l'autre côté, il ouvre un portail et disparaît à l'intérieur. Scène post-crédits: Mr. Poopybutthole nous raconte ses malheurs depuis la fin de la saison dernière. Le voilà divorcé, sans-emploi, en bas de l'échelle sociale et rempli de regrets... |    |                                                                                        |                |                              |                   |                                                |          |